# NBA Starting Five 2005
NBA Starting Five 2005 é um jogo eletrônico de basquetebol, a sequência do NBA Starting Five (2002), lançado apenas no Japão em 11 de novembro de 2004 para o PlayStation 2, foi desenvolvido e publicado pela Konami. A lista de equipes reflete a temporada 2004–05 da NBA. É considerado o melhor game de basquete “underrated” da plataforma PS2.